# Hulda Mellgren
Hulda Kristina Lovisa Mellgren, född 9 augusti 1839, död 27 juli 1918 i Hjärtums församling, var en svensk företagare. 
Hon var dotter till major Hansson och gifte sig 1858 med tobaksfabrikören Johan August Mellgren (1829–1877) och fick tolv barn. Vid makens död 1877 övertog hon den framgångsrika Mellgrens Snus och Tobaksfabrik, som hon skötte med sina två svågrar fram till 1900, då hon sålde firman till sina söner Erik Olof Mellgren och Anders Valdemar Mellgren. Det var under sin tid en av Sveriges mest framstående snusfabriker. 
En gata i Göteborg, Hulda Mellgrens Gata, har fått sitt namn efter henne. Hon är begravd på Östra kyrkogården i Göteborg.